# Van het muisje, het vogeltje en de braadworst
Van het muisje, het vogeltje en de braadworst is een sprookje uit Kinder- und Hausmärchen, de verzameling van de gebroeders Grimm, met als nummer KHM23. De oorspronkelijke naam is Von dem Mäuschen, Vögelchen und der Bratwurst.

## Het verhaal
Een muisje, vogeltje en braadworst voeren samen een huishouding en leven vreedzaam met elkaar. Het vogeltje gaat elke dag hout halen. De muis haalt water, maakt het vuur aan en dekt de tafel, en de braadworst kookt. Soortgenoten van het vogeltje vertellen hem dat hij zwaar, slaafs werk doet. De muis kan veel rusten en de braadworst is steeds thuis; wanneer het vogeltje thuiskomt, gaan ze eten en naar bed.
Door het gestook van zijn soortgenoten wil het vogeltje de dag erna niet meer naar het bos om hout te zoeken. De muis en braadworst protesteren, maar het vogeltje wint en ze loten erom. De braadworst moet hout halen, de muis wordt kok en de vogel moet water halen. De braadworst blijft erg lang weg en ongerust gaat het vogeltje op zoek. Het vogeltje komt een hond tegen die de braadworst heeft opgegeten en neemt verdrietig het hout mee naar huis.
Het vogeltje vertelt de muis wat er is gebeurd en ze besluiten er het beste van te maken met zijn twee. De muis begint met koken en wil zich in de pot heen en weer rollen, net zoals de braadworst altijd deed, om zo het eten te roeren, maar de muis kan niet tegen de hitte en sterft door verbranding. Het vogeltje komt terug uit het bos, waar hij hout heeft gehaald, en ontdekt dat de muis is verdwenen. In paniek gooit het vogeltje het hout in het rond op zoek naar de muis, maar het hout vat vlam. De vogel vliegt naar buiten om water te halen om de brand te blussen, maar de emmer en het vogeltje vallen in de waterput. Het vogeltje kan er niet meer uit komen en verdrinkt.

## Achtergronden bij het verhaal
- Het sprookje komt uit Geschichte (1650) van Philander von Sittewald.
- In dit sprookje zijn, naast mensen en dieren, planten en levenloze dingen personages. Dit komt ook voor in Het gespuis (KHM10), Strohalm, kooltje vuur en boontje (KHM18), Meneer Korbes (KHM41) en De peetoom (KHM42).